# Ốc sứ bản đồ
Ốc sứ bản đồ (Danh pháp khoa học: Leporicypraea mappa) là một loài ốc biển trong họ Cypraeidae, chúng là một loài ốc trơn bóng và đẹp.

## Đặc điểm
Vỏ có dạng hình trứng, chắc nặng. Mặt vỏ trơn láng màu nâu nhạt và xen vào đó có những phiến vân hình tròn màu trắng, lớn nhỏ không đều. Đặc điểm rõ nét của loài là mặt lưng vỏ lệch về bên phải có một phiến vân màu trắng kéo dài từ trước ra sau và phân nhánh hai bên. Chiều cao chúng từ 70 – 80 mm.
Chúng phân bố ở vùng biển Ấn Độ - Thái Bình Dương. Ở Việt Nam phân bố nhiều ven biển miền Trung và quần đảo Phú Quốc, nơi có đáy cứng sỏi cát, đá, san hô, thường ở độ sâu 5 - 20 mét. Đây là một loài ốc đẹp.

## Phân loài
Loài này có các phân loài sau
- Leporicypraea mappa admirabilis Lorenz, 2002
- Leporicypraea mappa aliwalensis Lorenz, 2002
- Leporicypraea mappa mappa (Linnaeus, 1758)
- Leporicypraea mappa rosea (Gray, 1824)
- Leporicypraea mappa panerythra (Melvill, 1888)
- Leporicypraea mappa viridis (Kenyon, 1902)
- Leporicypraea mappa geographica (Schilder & Schilder, 1933)